# Nagware
Nagware (también conocido como begware o annoyware) es un tipo de shareware en el cual el software le recuerda al usuario registrarse y pagarle al autor. Usualmente lo hace mostrando un mensaje al usuario al inicio del programa, o intermitentemente cuando se está usando el programa. Estos mensajes aparecen como una ventana que ocupa parte de la pantalla o como un mensaje de diálogo que puede ser rápidamente cerrado. Algunos nagware mantienen el mensaje por un cierto período, forzando al usuario a esperar antes de continuar usando el programa.
El objetivo es que el usuario se verá forzado a registrar el software para eliminar esos mensajes.
Algunos ejemplos de nagware son:
- WinRAR
- WinZip
- LimeWire
- mIRC
- Sublime Text
- Snood
- PgcEdit
- Silverfrost FTN95 (Programación para Fortran)
- Windows 10 Update para Windows 7 y Windows 8